# Municipio di Maastricht
Il municipio di Maastricht (Stadhuis van Maastricht in olandese) è il palazzo in cui ha sede l'amministrazione comunale dell'omonima città dei Paesi Bassi.

## Storia e descrizione
Fu costruito su progetto di Pieter Post intorno al 1659-1664 e costituisce una testimonianza di primo piano nell'ambito del Barocco dei Paesi Bassi.
Esso rappresenta la realizzazione principale di Post e si inserisce nella scia dell'opera di Jacob van Campen e del suo Mauritshuis, in quello che la critica ha definito Classicismo olandese.
L'edificio è caratterizzato da un grandi finestre, che si susseguono ordinatamente su tutti i fronti e che conferiscono al palazzo un aspetto misurato. Al centro del prospetto principale si apre un loggiato sopraelevato, raccordato al piano stradale per mezzo di una doppia rampa di scale; al di sopra del frontone che chiude la facciata si innalza un'articolata torre campanaria.